# Arnaud Djoum
Arnaud Sutchuin-Djoum, mieux connu comme Arnaud Djoum ou Arnaud Sutchuin, né le 2 mai 1989 à Yaoundé au Cameroun est un footballeur international camerounais, aujourd'hui retraité, qui joue au poste de milieu de terrain. Il possède également la nationalité belge,.

## Biographie

### En club

#### Jeunesse et formation
Arnaud Djoum découvre le football au RSD Jette et au RWD Molenbeek avant, à la faillite de ce dernier, de partir achever sa formation au FCM Brussels.

#### Du FCM Brussels au Roda JC
Il intègre l'équipe première du FCM Brussels lors de la saison 2006-2007. Après un bref passage au RSC Anderlecht en 2008, il s'engage en 2009 avec le Roda JC qui évolue en Eredivisie, la première division néerlandaise. Durant son séjour aux Pays-Bas, le milieu de terrain s'affirme en jouant notamment 136 matchs et en marquant 11 buts.

#### Expérience turque et passage en Pologne
Après quatre saisons pleines en Eredivisie, le futur international camerounais décide de s’engager avec le club turc d'Akhisar Belediyespor en 2014. Après avoir joué dix-huit matchs lors de la première partie de saison, il part pour le club polonais du Lech Poznań. Il profite de ce passage dans le championnat polonais pour glaner le titre de champion à l’issue de la saison 2014-2015.

#### Heart of Midlothian
Après l’expérience polonaise, il s’engage avec le club écossais des Heart of Midlothian a l’été 2015. Il s’impose rapidement comme un joueur majeur dans sa nouvelle équipe, dès ses premiers matchs. Avec cinq buts et six passes décisives, il est élu joueur de l’année par les fans. Après une première saison réussite et une parfaite adaptation au football britannique, le numéro 10 des jambos’ ne cesse d’impressionner par ses performances. Cette régularité, l’a rapidement emmené à être considérée comme l’un des meilleurs milieux de terrain du championnat écossais. À mi-saison, il a déjà inscrit 5 buts et délivré 3 passes décisives. Cela malgré une absence de 40 jours dû à sa participation à la Can 2017.

### En sélections nationales

#### Les Lions indomptables
Après avoir évolué avec les sélections de jeunes Belges (U16 et U20), Arnaud Djoum choisi de représenter le Cameroun en 2016. Un choix du cœur comme il le confiera plus tard. Il débute avec les Lions indomptables le 3 septembre 2016, à Limbé contre la Gambie. Par la suite, il sera titulaire lors du choc contre l’Algérie le 9 octobre à Blida. Solide dans l’entrejeu, le nouveau numéro 17 des Lions est crédité d’un bon match.

#### CAN 2017
Arnaud Djoum n’est pas titulaire lors de la phase de poule de la coupe d’Afrique des nations 2017. Son entraîneur Hugo Broos le titularise lors du quart de finale, Sénégal-Cameroun qui verra les fauves d’Afrique centrale se qualifier aux tirs au but. Djoum ne quittera plus le 11 et il est aligné d’entré en finale face à l’Égypte.
Mené dès la 17e minutes, les Lions indomptables renversent le score en seconde période et s’imposent 2-1 face à leur rival égyptien. Arnaud Djoum devient champion d’Afrique dès sa première participation, à l’épreuve reine du football africain.

## Palmarès

### En club
|  |  | Lech Poznań - Championnat de Pologne (1) : - Champion : 2015. |  | Apollon Limassol - Championnat de Chypre (1) : - Champion : 2022. |

### En sélections nationales
|  |  | Cameroun - Coupe d'Afrique des nations (1) : - Vainqueur : 2017. |